# ロールキャベツ

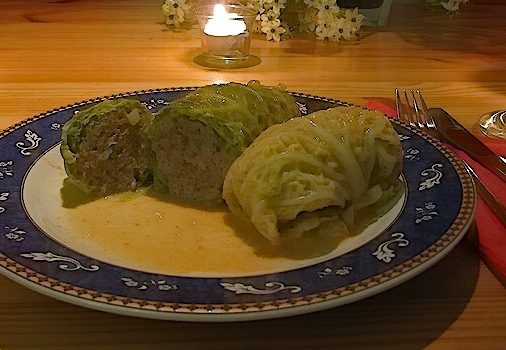
ロールキャベツ

ロールキャベツ（英: cabbage roll, stuffed cabbage）は、挽肉に微塵切りした野菜などを混ぜて作った具を、湯通ししたキャベツの葉一枚を使って俵型に巻いたものを煮込んで作る料理。

## 歴史
挽肉にナッツやお米などを加えてキャベツの葉やブドウの葉で巻いたドルマという家庭料理が起源となっている。
なお、米やナッツ類、挽肉などを塩漬けにしたブドウの葉やキャベツの葉で巻いた家庭料理にサルマがある。サルマは巻き物、ドルマは詰め物の意味であるが、厳密に区別されているわけではない。そのためサルマをロールキャベツにあたるものとして紹介する資料もある。

## 調理法

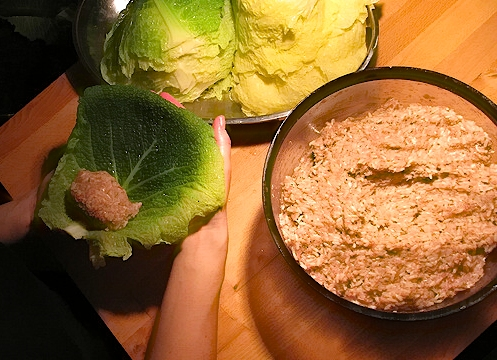
具を載せた葉

挽肉、タマネギとニンジンの微塵切り、食塩、胡椒、ナツメグなどを混ぜて作った具を湯通ししたキャベツの葉で包み、俵型になるように巻く。葉は一枚ずつきれいに剥がし、湯通しして水気を切ったものを使用する。葉の終端は爪楊枝などで止める。さらに薄切りのベーコンを巻きつける場合もある。これをブイヨン、トマト味のスープ、ホワイトソースなどで煮込んで作る。

## 各地の食文化

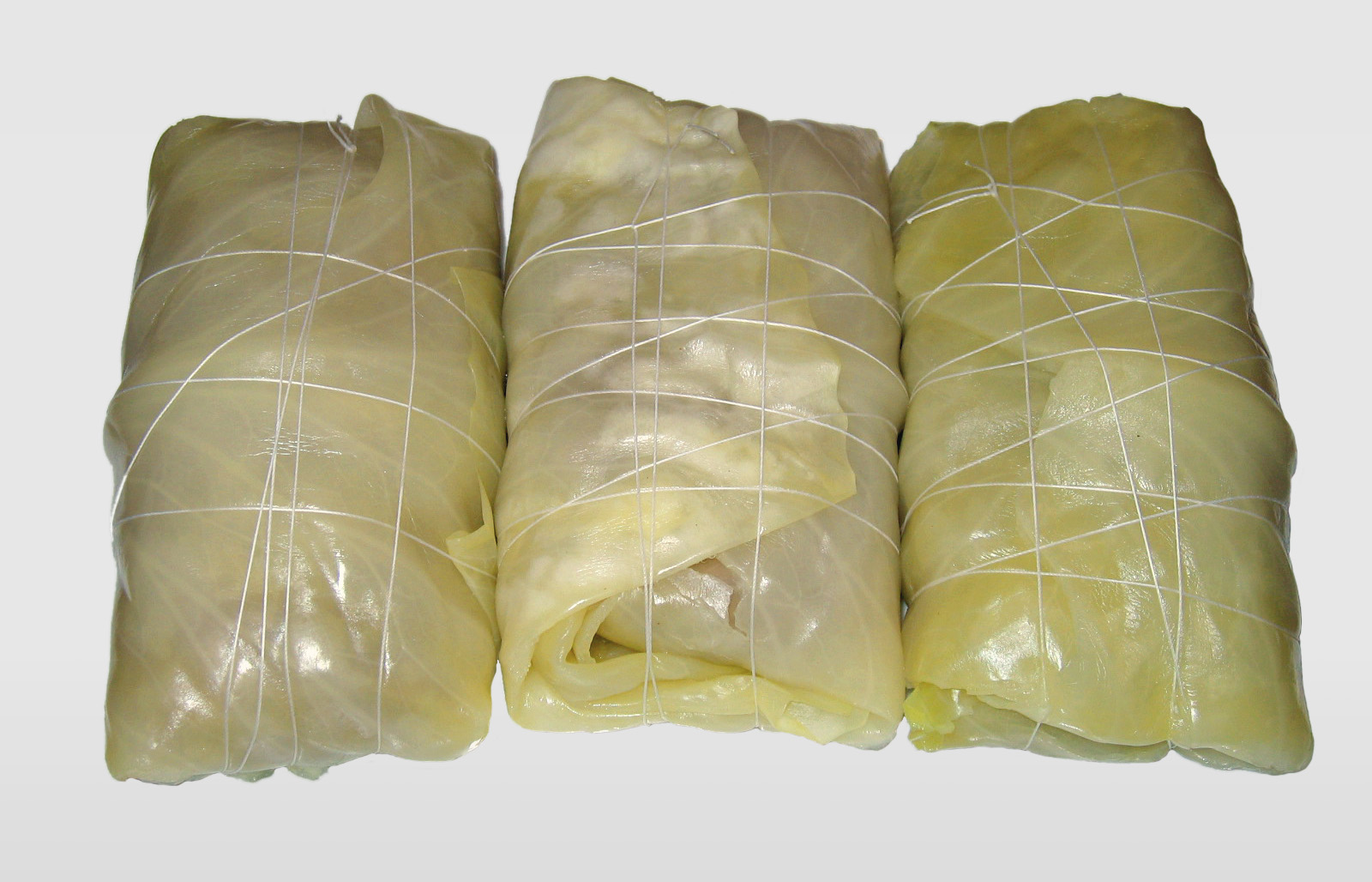
写真は、紐で縛ったドイツのロールキャベツ

具材や味付けに若干の差異があるものの、世界中の多くの国で食べられている。

### サルマ
サルマ(クロアチア語: sarma)は国ごとに「クロアチア風ロールキャベツ」のように紹介されることがある。クロアチアではキャベツの葉を塩水に漬けて発酵させたキセリクプスが用いられる。また、クロアチアでは食事の時にかき混ぜスプーンですくって食べる習慣がある。

### 日本
家庭料理としてのロールキャベツには、ウスターソース、トマトケチャップ、醤油などをかけて食べる場合がある。また和風の出汁で煮込み、おでんの具材にすることもある。日本独自の具材としてかんぴょうがあり、これでキャベツを結べばかんぴょうごと食べられる。
アレンジ料理としてキャベツの代わりに白菜を用いたものがあり、これをロール白菜と言う。

### ウクライナ

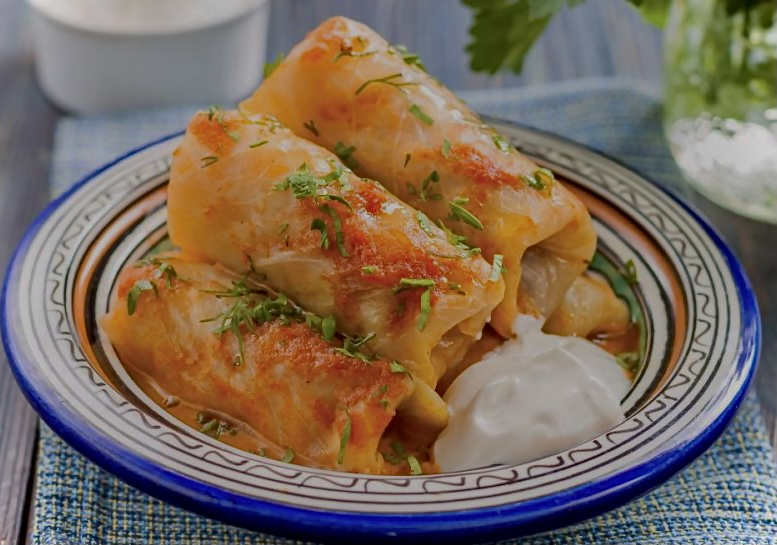
ゴルブッツィ サワークリーム添え

ゴルブッツィ、ガルブッツィ（ロシア語: голубцы）と呼ばれる。「ウクライナ風ロールキャベツ」とも。
ロールキャベツをオーブンで焼き、トマトクリームソースをかける。ロールキャベツ表面の焼き目が香ばしく、スプーンで切れるほどに柔らかい。